# 2丁目ダウンタウン
2丁目ダウンタウン（にちょうめダウンタウン）は、1986年10月12日から1989年3月26日まで、ラジオ大阪で放送されていたラジオ番組。

## 放送時間
- 毎週日曜日 21:05 - 22:00 （1986年10月12日 - 1987年3月29日）
- 毎週月曜日 - 金曜日 21:30 - 22:00 （1987年4月6日 - 1987年10月2日）
- 毎週日曜日 21:30 - 22:00 （1987年10月11日 - 1989年3月26日）

## 概要
ダウンタウンのメイン出演によるトークとバラエティの番組。「若者の日常を探る」というコンセプトとしてスタートした。オープニングテーマ及びエンディングテーマとして流れていた曲は、バブルガム・ブラザーズの曲『TROUBLE RUSH』。
1987年4月改編を以って月曜日から金曜日まで毎日の放送となる帯番組にリニューアル。それまでの番組コンセプトを引き継いで「現代の若者観を探ろう」をテーマとし、以下のように日替わりでテーマを設定して、番組を学校の教室に見立て、不良学生役のダウンタウンに日替わりで先生として登場するパーソナリティ陣のやり取りという形式で、当時の若者の生態を面白おかしく勉強しようという内容で放送された。
1987年4月 - 1987年9月期の各曜日のテーマ
- 月曜：現代若者風俗学（男の化粧、占いなど）
- 火曜：現代若者音楽
- 水曜：現代若者ことば（業界用語、オッサン言葉など）
- 木曜：現代若者社会学（なぜ大阪の地下鉄は東京の地下鉄より終電が早いのか、など）
- 金曜：ホームルーム（リスナーからのはがき紹介など）

1987年10月改編を以って、元の日曜夜の枠に戻って再び週一回の放送となる。1988年4月から同年9月の間のみ、本田技研工業の一社提供番組となっていた。ダウンタウンの東京進出が本格化した1989年3月いっぱいで終了した。

## 出演者
- メインパーソナリティ：ダウンタウン

### 1987年4月 - 1987年9月
※太字は平日21:30 - 22:00枠の後継番組『ラジオ2丁目劇場』へ続投。
- 月曜 - 金曜（通し出演）：亀山房代
- 月曜：ハイヒール、内田哲夫（サンケイスポーツ文化部長）
- 火曜：岡けん太・ゆう太、憂歌団
- 水曜：まるむし商店、ピンクダック
- 木曜：非常階段、渋谷守（プランナー）
- 金曜：今田耕司

### 1987年10月 - 1989年3月
- 西万里 （1987年10月 - 1988年9月）
- 島田珠代 （1988年10月 - 1989年3月）